# 2015年丹麥退出歐盟公投
2015年丹麥退出歐盟公投在2015年12月3日舉行，具體而言，公投將決定丹麥是否分別在家庭和司法領域中退出歐盟，類似目前的愛爾蘭和英國；公投批准的條件是根據新的規則繼續留在歐洲刑警組織。
是由2015年8月21日，丹麥政府作出舉行全民公決的決定。左翼丹麦自由党、社会民主党、保守人民党、替代、丹麥社會自由黨及社會主義人民黨均表示支持在公投投下“贊成”；丹麥人民黨、自由聯盟、团结名单－红绿联盟、反歐盟人民運動及青年保守黨則均表示支持在公投投下“反對”。
公投顯示多數人投下了“反對”票。

## 腳註
1. ↑  選票問題是該提案的名稱。